# Micky Droy
Micky Droy (Londra, 7 maggio 1951) è un ex calciatore inglese, di ruolo difensore, conosciuto principalmente per aver giocato più di 250 partite nel Chelsea.

## Palmarès

### Club

#### Competizioni nazionali
- Second Division: 1

Chelsea: 1983-1984

#### Competizioni internazionali
- Coppa delle Coppe: 1

Chelsea: 1970-1971